# Dagmar di Boemia
Dagmar di Boemia, citata anche come Margaret o Margherita (Meissen, c. 1186 – Ribe, 24 maggio 1212), è stata regina di Danimarca come prima consorte di re Valdemaro II.
Era figlia di Ottocaro I di Boemia e della prima moglie di questi, Adelaide di Meißen.

## Biografia

### Infanzia e giovinezza
Il padre di Margherita - questo il nome alla nascita -, Ottocaro I, divenne duca di Boemia nel 1192, ma nel 1193 fu deposto. Lasciò poi la Boemia con la sua famiglia. Sua moglie, Adelaide, e i loro figli trovarono una nuova casa alla corte di suo fratello Alberto I, margravio di Meißen. Ottocaro divenne quindi un mercenario per i governanti tedeschi. Nel 1197 Ottocaro divenne per la seconda volta duca di Boemia. Ripudiò Adelaide e divorziò da lei nel 1199 per motivi di consanguineità. Sposò Costanza d'Ungheria nello stesso anno. Questo passo, insieme ad altre manovre, lo aiutò in seguito ad ottenere l'elevazione ereditaria del suo titolo a re.
Adelaide non rinunciò però ai suoi diritti. Nel 1205 tornò temporaneamente a Praga. A quel tempo, Ottocaro decise di far sposare la loro figlia, Margaret, con Valdemaro II di Danimarca. La sua nuova moglie Costanza diede alla luce un figlio, divenuto in seguito re Venceslao I di Boemia, lo stesso anno. Adelaide lasciò presto la Boemia e morì pochi anni dopo.

### Il periodo da regina
Prima del suo primo matrimonio, Valdemaro era stato fidanzato con Richeza di Baviera, figlia del duca di Sassonia. Quando quel fidanzamento fallì, sposò Margherita, che prese allora il nome di Dagmar, nel 1205 a Lubecca. Secondo i registri degli Annales Ryenses (Rydårbogen), nel 1206 la regina Dagmar convinse Valdemaro a liberare uno dei suoi più ferventi nemici, Valdemaro, vescovo di Schleswig, che era stato tenuto prigioniero dal 1193.
Nel 1209, la regina Dagmar diede alla luce Valdemaro il Giovane (1209–1231 circa). La regina Dagmar morì il 24 maggio 1212 dando alla luce il suo secondo figlio, che non sopravvisse. Valdemaro II elevò Valdemar il Giovane a co-re dello Schleswig nel 1218. Tuttavia, Valdemar fu colpito accidentalmente da una freccia mentre cacciava a Refsnæs nello Jutland settentrionale nel 1231.
Non si conoscono molte informazioni personali su Dagmar. Il maggior contributo alla costruzione dell'immagine di Dagmar deriva da canti popolari, miti e leggende successivi, progettati per presentarla come una regina cristiana ideale; mite, paziente e universalmente amata, in contrasto con la successiva consorte di Valdemaro II, l'impopolare regina Berengaria. Le antiche ballate popolari dicono che sul letto di morte pregò Valdemar di sposare Kirsten, la figlia di Karl von Rise, e non il "bel fiore" Berengaria del Portogallo. In altre parole, predisse una lotta per il trono danese tra i figli di Berengaria.
Dopo la morte di Dagmar, al fine di costruire buoni rapporti con le Fiandre (un territorio commercialmente importante a ovest dei vicini meridionali ostili della Danimarca), Valdemaro sposò Berengaria del Portogallo nel 1214. La regina Dagmar è sepolta nella chiesa di San Benedetto a Ringsted, a lato di Valdemaro II, con la regina Berengaria sepolta dall'altra parte del re.

## Galleria d'immagini

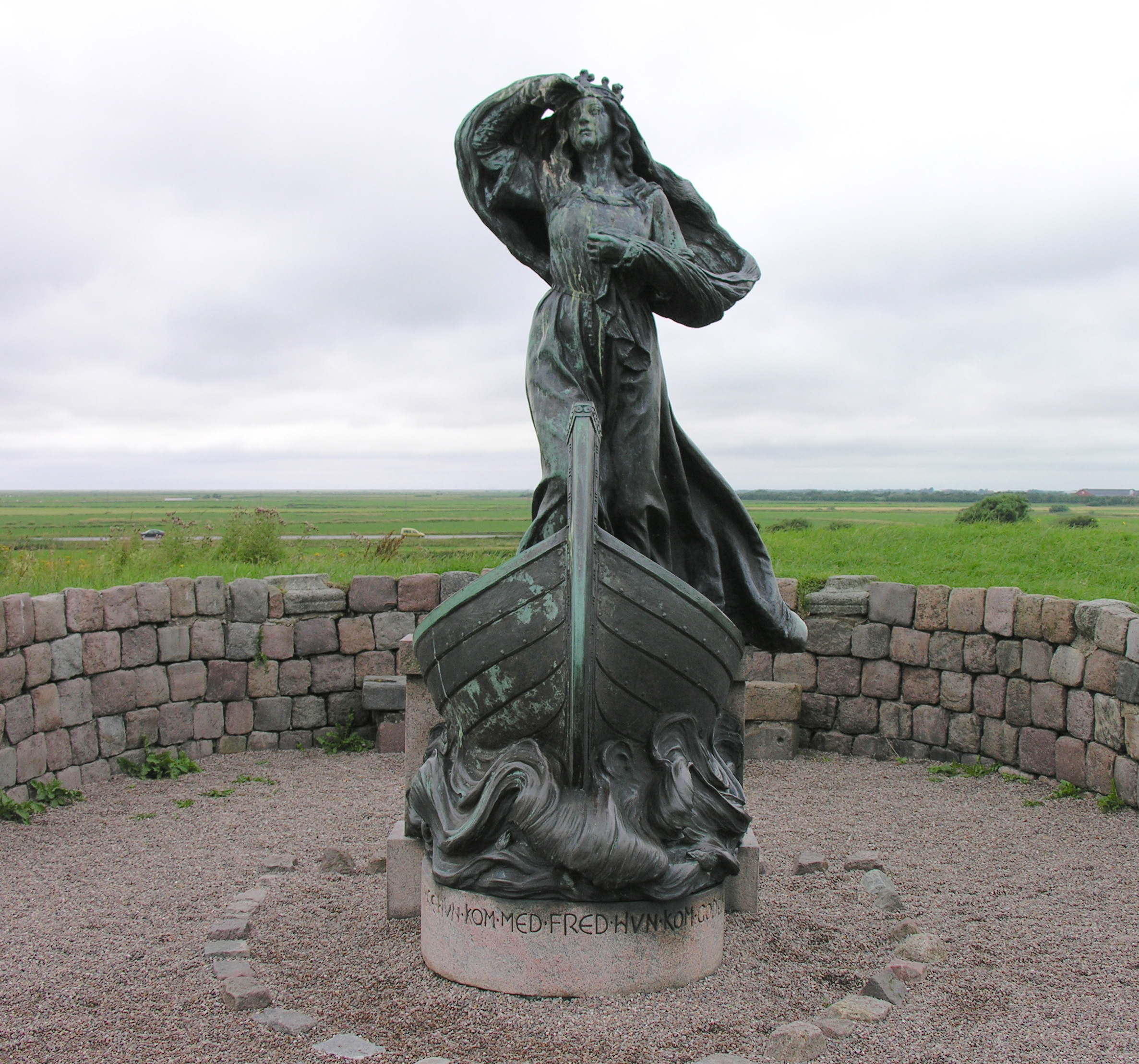
Statua della regina Dagmar di Anne Marie Carl-Nielsen, Riberhus
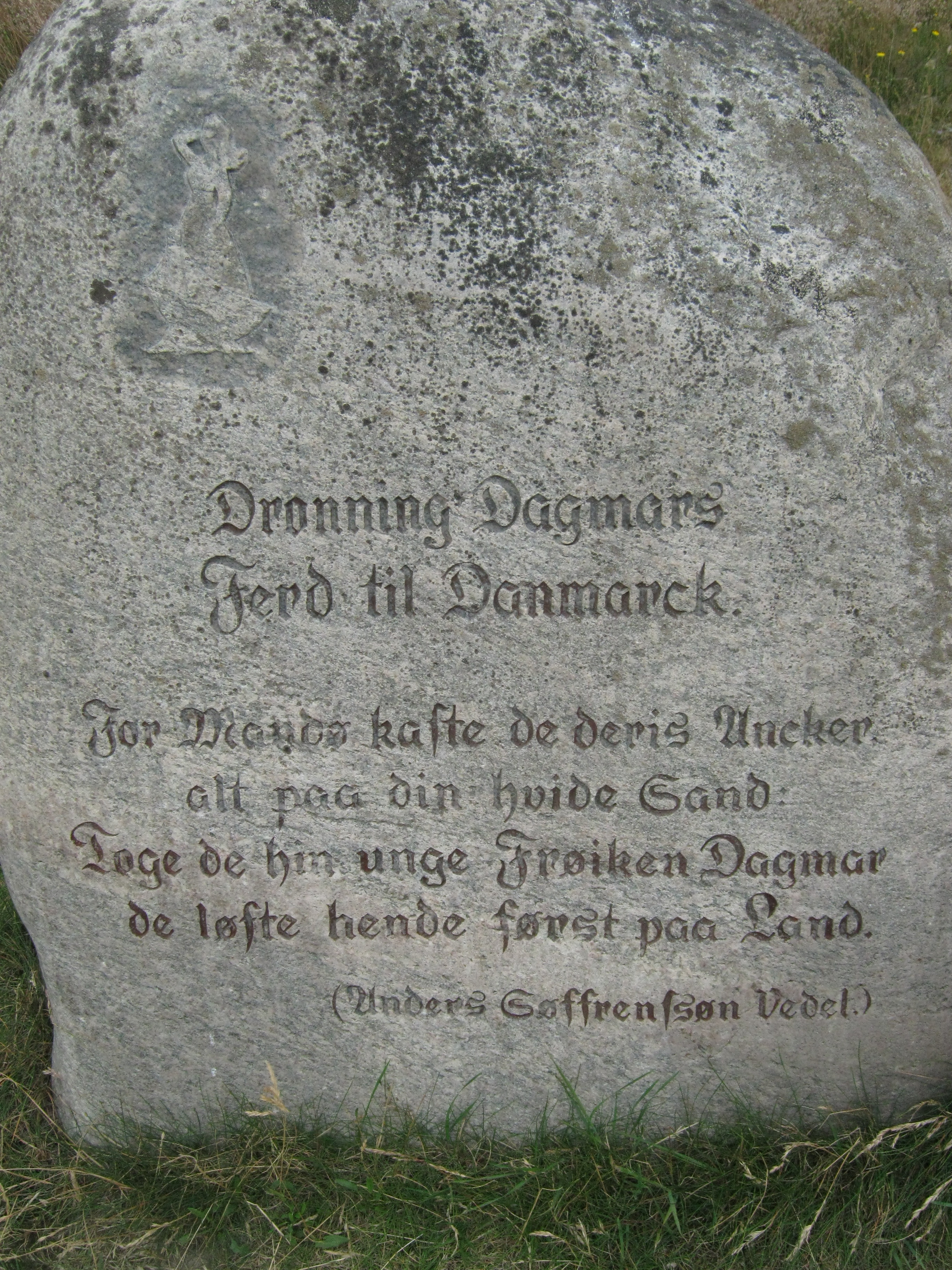
Monumento alla regina Dagmar a Mandø, Jutland
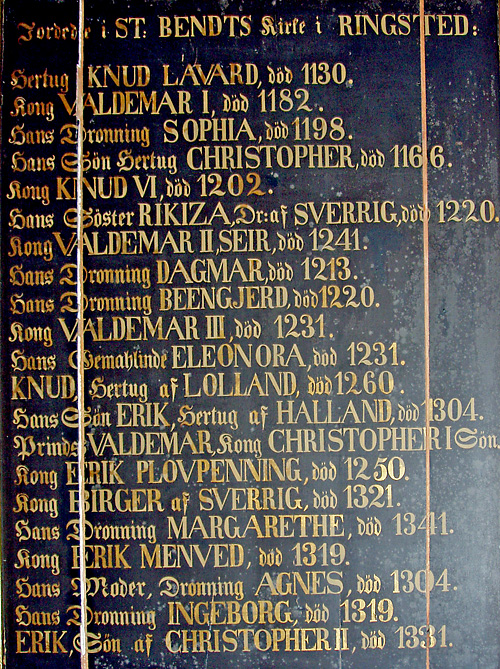
Tombe reali nella chiesa di San Benedetto, Ringsted
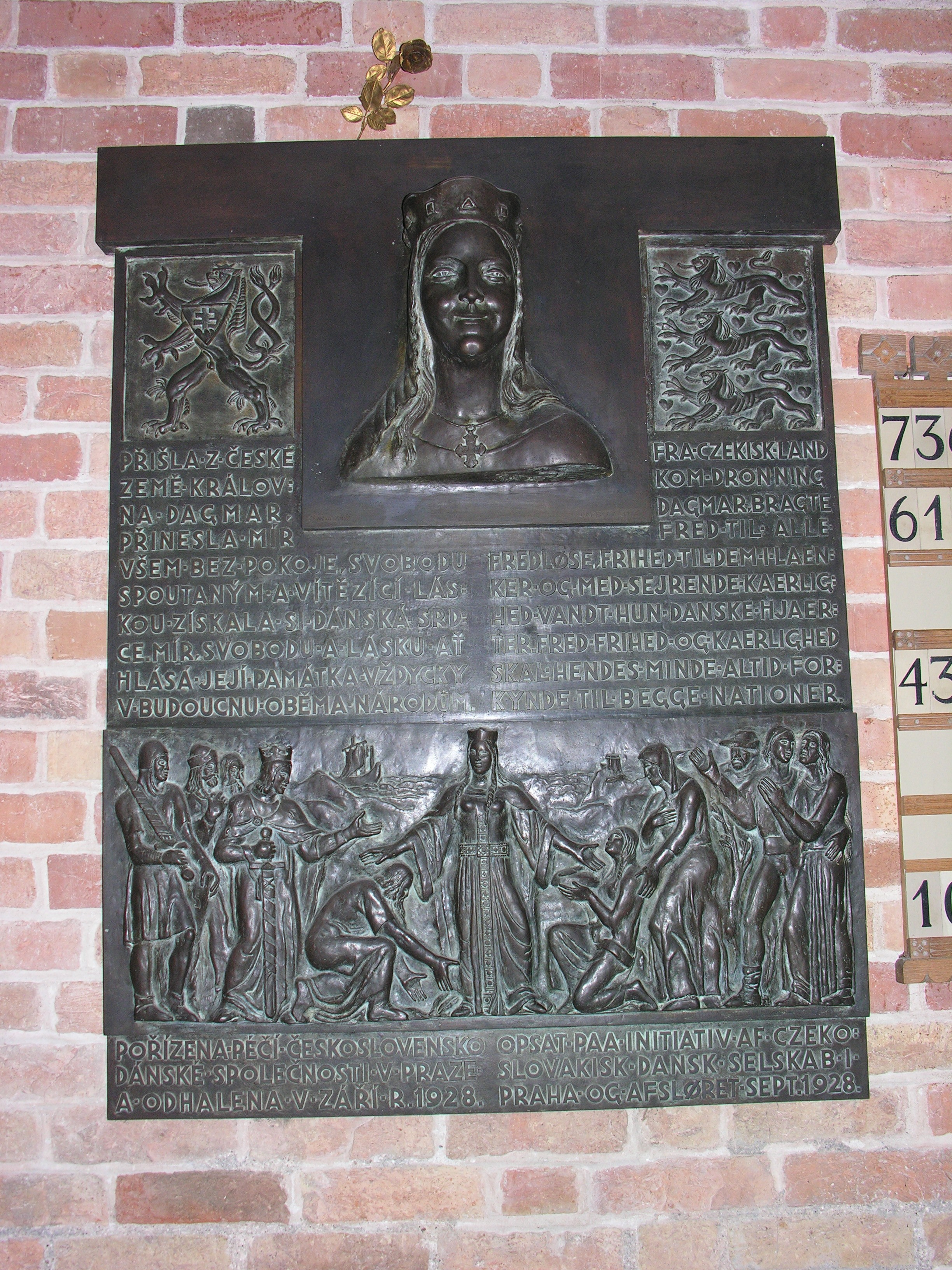
Placca in onore della regina Dagmar, Ringsted
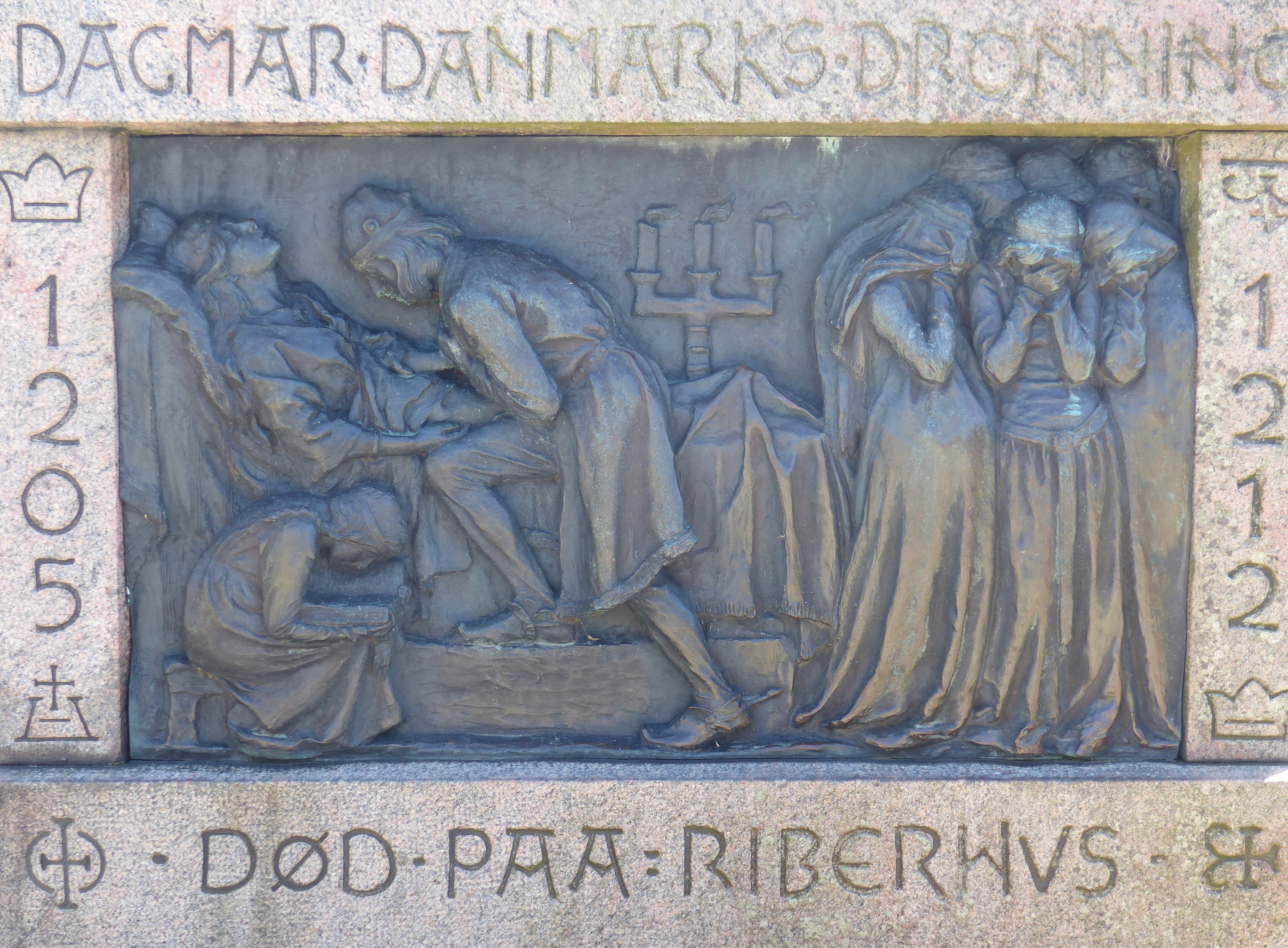
Scultura di Anne Marie Carl-Nielsen che rappresenta la morte della regina Dagmar basata sul testo in una antica canzone popolare danese, Riberhus

## Ascendenza
|                                |                              |                                     | Genitori                                       |  |  | Nonni |  |  | Bisnonni                    |  |  | Trisnonni                    |  |
|                                |                              |                                     |                                                |  |  |       |  |  | Vladislao I, duca di Boemia |  |  | Vratislao II, duca di Boemia |  |
|                                |                              |                                     |                                                |  |  |       |  |  | Vladislao I, duca di Boemia |  |  | Vratislao II, duca di Boemia |  |
|                                |                              | Świętosława di Polonia              |                                                |  |  |       |  |  | Vladislao I, duca di Boemia |  |  |                              |  |
| Vladislao II, re di Boemia     |                              |                                     |                                                |  |  |       |  |  | Vladislao I, duca di Boemia |  |  |                              |  |
|                                |                              | Richeza di Berg                     | Enrico I, conte di Berg-Schelklingen           |  |  |       |  |  |                             |  |  |                              |  |
|                                |                              | Richeza di Berg                     | Enrico I, conte di Berg-Schelklingen           |  |  |       |  |  |                             |  |  |                              |  |
|                                |                              | Richeza di Berg                     | Adelaide di Mochental                          |  |  |       |  |  |                             |  |  |                              |  |
| Ottocaro I, re di Boemia       |                              | Richeza di Berg                     |                                                |  |  |       |  |  |                             |  |  |                              |  |
|                                |                              | Ludovico I, langravio di Turingia   | Luigi II, langravio di Turingia                |  |  |       |  |  |                             |  |  |                              |  |
|                                |                              | Ludovico I, langravio di Turingia   | Luigi II, langravio di Turingia                |  |  |       |  |  |                             |  |  |                              |  |
|                                |                              | Ludovico I, langravio di Turingia   | Adelaide della marca del Nord                  |  |  |       |  |  |                             |  |  |                              |  |
| Giuditta di Turingia           |                              | Ludovico I, langravio di Turingia   |                                                |  |  |       |  |  |                             |  |  |                              |  |
|                                |                              | Edvige di Gudensberg                | Giso IV, conte di Gudensberg                   |  |  |       |  |  |                             |  |  |                              |  |
|                                |                              | Edvige di Gudensberg                | Giso IV, conte di Gudensberg                   |  |  |       |  |  |                             |  |  |                              |  |
|                                |                              | Edvige di Gudensberg                | Cunegonda di Bilstein                          |  |  |       |  |  |                             |  |  |                              |  |
| Dagmar di Boemia               |                              | Edvige di Gudensberg                |                                                |  |  |       |  |  |                             |  |  |                              |  |
|                                | Corrado, margravio di Meißen | Thimo, conte di Wettin              |                                                |  |  |       |  |  |                             |  |  |                              |  |
|                                | Corrado, margravio di Meißen | Thimo, conte di Wettin              |                                                |  |  |       |  |  |                             |  |  |                              |  |
|                                | Corrado, margravio di Meißen | Ida di Northeim                     |                                                |  |  |       |  |  |                             |  |  |                              |  |
| Ottone II, margravio di Meißen | Corrado, margravio di Meißen |                                     |                                                |  |  |       |  |  |                             |  |  |                              |  |
|                                |                              | Liutgarda di Elchingen              | Adalberto di Ravenstein, conte di Elchingen    |  |  |       |  |  |                             |  |  |                              |  |
|                                |                              | Liutgarda di Elchingen              | Adalberto di Ravenstein, conte di Elchingen    |  |  |       |  |  |                             |  |  |                              |  |
|                                |                              | Liutgarda di Elchingen              | Berta di Boll                                  |  |  |       |  |  |                             |  |  |                              |  |
| Adelaide di Meißen             |                              | Liutgarda di Elchingen              |                                                |  |  |       |  |  |                             |  |  |                              |  |
|                                |                              | Alberto I, margravio di Brandeburgo | Ottone, conte di Ballenstedt                   |  |  |       |  |  |                             |  |  |                              |  |
|                                |                              | Alberto I, margravio di Brandeburgo | Ottone, conte di Ballenstedt                   |  |  |       |  |  |                             |  |  |                              |  |
|                                |                              | Alberto I, margravio di Brandeburgo | Eilika di Sassonia                             |  |  |       |  |  |                             |  |  |                              |  |
| Edvige di Brandeburgo          |                              | Alberto I, margravio di Brandeburgo |                                                |  |  |       |  |  |                             |  |  |                              |  |
|                                |                              | Sofia di Winzenburg                 | Ermanno I di Winzenburg, langravio di Turingia |  |  |       |  |  |                             |  |  |                              |  |
|                                |                              | Sofia di Winzenburg                 | Ermanno I di Winzenburg, langravio di Turingia |  |  |       |  |  |                             |  |  |                              |  |
|                                |                              | Sofia di Winzenburg                 | N. di Everstein                                |  |  |       |  |  |                             |  |  |                              |  |
|                                |                              | Sofia di Winzenburg                 |                                                |  |  |       |  |  |                             |  |  |                              |  |